# Brochet Airport
Brochet Airport är en flygplats i Kanada.   Den ligger i provinsen Manitoba, i den centrala delen av landet, 2 200 km nordväst om huvudstaden Ottawa. Brochet Airport ligger 345 meter över havet.
Terrängen runt Brochet Airport är mycket platt. Trakten runt Brochet Airport är nära nog obefolkad, med mindre än två invånare per kvadratkilometer.. 